# Rollande Barabé Cloutier
Pour les articles homonymes, voir Barabé et Cloutier.
Rollande Barabé Cloutier (née à Bécancour le 8 novembre 1938) est une enseignante, administratrice et, brièvement, femme politique québécoise.

## Biographie
Rollande Cloutier détient depuis 1959 un baccalauréat en pédagogie de l'Université Laval (obtenu à l'École normale Christ-Roi de Trois-Rivières) et depuis 1982 une maîtrise en administration publique de l'École nationale d'administration publique. Elle a été enseignante de 1975 à 1984, et membre et vice-présidente de la Commission de l’enseignement primaire du Conseil supérieur de l’éducation du Québec de 1983 à 1989. Entretemps, Pierre Marc Johnson, devenu premier ministre du Québec, la fait entrer le 16 octobre 1985 dans son Conseil des ministres, bien qu'elle ne soit pas députée. La règle parlementaire veut qu'une personne ainsi nommée doit se faire élire aussitôt que possible pour conserver son poste. Elle a été candidate pour le Parti québécois aux élections générales suivantes dans la circonscription de Trois-Rivières, mais a été défaite par plus de 6000 voix. Elle a également été défaite en 1989. Cette même année, elle a publié chez Libre Expression La petite fille qui ne parlait pas, au sujet de sa fille Chantal qui est autiste.
Elle a par la suite été directrice générale de deux organismes, Le Far (Famille Accueil Référence) 1985 inc. et le Centre La Lumière, de 1992 à 2002. En 2001 et 2002 elle a été membre du Comité de transition de la ville de Trois-Rivières, et à partir de 2002 membre du Service d’évaluation et de développement des compétences de l'École nationale d’administration publique. En 2003 elle était vice-présidente de l'Office des personnes handicapées du Québec. Elle a aussi été professeur à l'Université du Québec à Trois-Rivières et membre de l’Assemblée des gouverneurs du réseau de l’Université du Québec.

## Publications
- Rollande Cloutier, La petite fille qui ne parlait pas, Montréal, Éditions Libre Expression, 1989, 345 p. (ISBN 978-2-89111-367-0, présentation en ligne)
- Rollande Cloutier, « On est souverain ou on ne l'est pas... », L'Action nationale, vol. LXXXI, no 5,‎ mai 1991, p. 660-665 (ISSN 0001-7469, lire en ligne)